# Clarice Benini
Clarice Benini (Florença, 8 de janeiro de 1905 - Rufina, 8 de setembro de 1976) foi uma jogadora de xadrez da Italia. Ela terminou em segundo lugar no Campeonato Mundial Feminino de Xadrez de 1937 em Estocolmo  (Vera Menchik venceu). Em 1950, ela terminou em nono o mundial de Moscou 1950  (Ludmila Rudenko venceu). Participou dos torneios zonais de 1951, 1956, 1957 e 1958. Ela foi campeã nacional em 1938 e 1939.